# Sentier européen E3
Pour les articles homonymes, voir E3.
Le sentier européen E3 mesure 6 950 km. Il est prévu qu'il démarre de la mer Noire en Bulgarie jusqu'à la côte portugaise. C'est un des sentiers du réseau des sentiers européens de grande randonnée.
Les parties de la route actuellement terminées passent à travers la Bulgarie, la Hongrie, la Slovaquie, la Pologne, la République tchèque, l'Allemagne, le Luxembourg, la Belgique, la France et l'Espagne. La portion espagnole de cette route suit le pèlerinage de Saint-Jacques-de-Compostelle, et plus exactement le Camino francés de Saint-Jacques-de-Compostelle.
Il est prévu de l'étendre au Portugal jusqu'au cap Saint-Vincent.